# Festival international du film documentaire de Munich
Le Festival international du film documentaire de Munich (aussi DOK.fest Munich) est un festival qui se tient chaque année depuis 1985 à Munich.
Le DOK.fest est l'un des plus importants festivals européens de longs métrages documentaires.

## Histoire
Le festival 2020 a connu une affluence record de 75 000 spectateurs. En 2021, environ 71 000 spectateurs ont regardé les 131 films du programme, les discussions en direct sur les films et les cérémonies de remise des prix, ainsi que les événements de la plateforme industrielle DOK.forum et du programme éducatif DOK.education. En 2020 et 2021, le festival a été organisé en ligne en raison de la pandémie de Covid-19. 
Le 37e DOK.fest München a eu lieu pour la première fois en 2022 sous la forme d'un festival dual, du 4 au 22 mai. 

## Direction
Le directeur et directeur artistique est Daniel Sponsel.

## Lauréats (sélection)

### Prix du public
- 2015 : Electroboy de Marcel Gisler

### FFF-Förderpreis Dokumentarfilm
- 2011 : El Bulli – Cooking in progress de Gereon Wetzel
- 2012 : Schnee d'August Pflugfelder
- 2013 : Der Kapitän und sein Pirat d'Andy Wolff
- 2014 : Im Schatten der Copacabana de Denize Galiao
- 2015 : Mission Control Texas de Ralf Bücheler
- 2016 : Europe, She Loves de Jan Gassmann
- 2017 : Salicelle Rap de Carmen Té
- 2018 : Früher oder später de Pauline Roenneberg
- 2019 : Congo Calling de Stephan Hilpert
- 2020 : Chaddr – Unter uns der Fluss de Minsu Park
- 2021 : Väter Unser de Sophie Linnenbaum
- 2022 : Hoamweh Lung de Felix Klee